# Bharhut

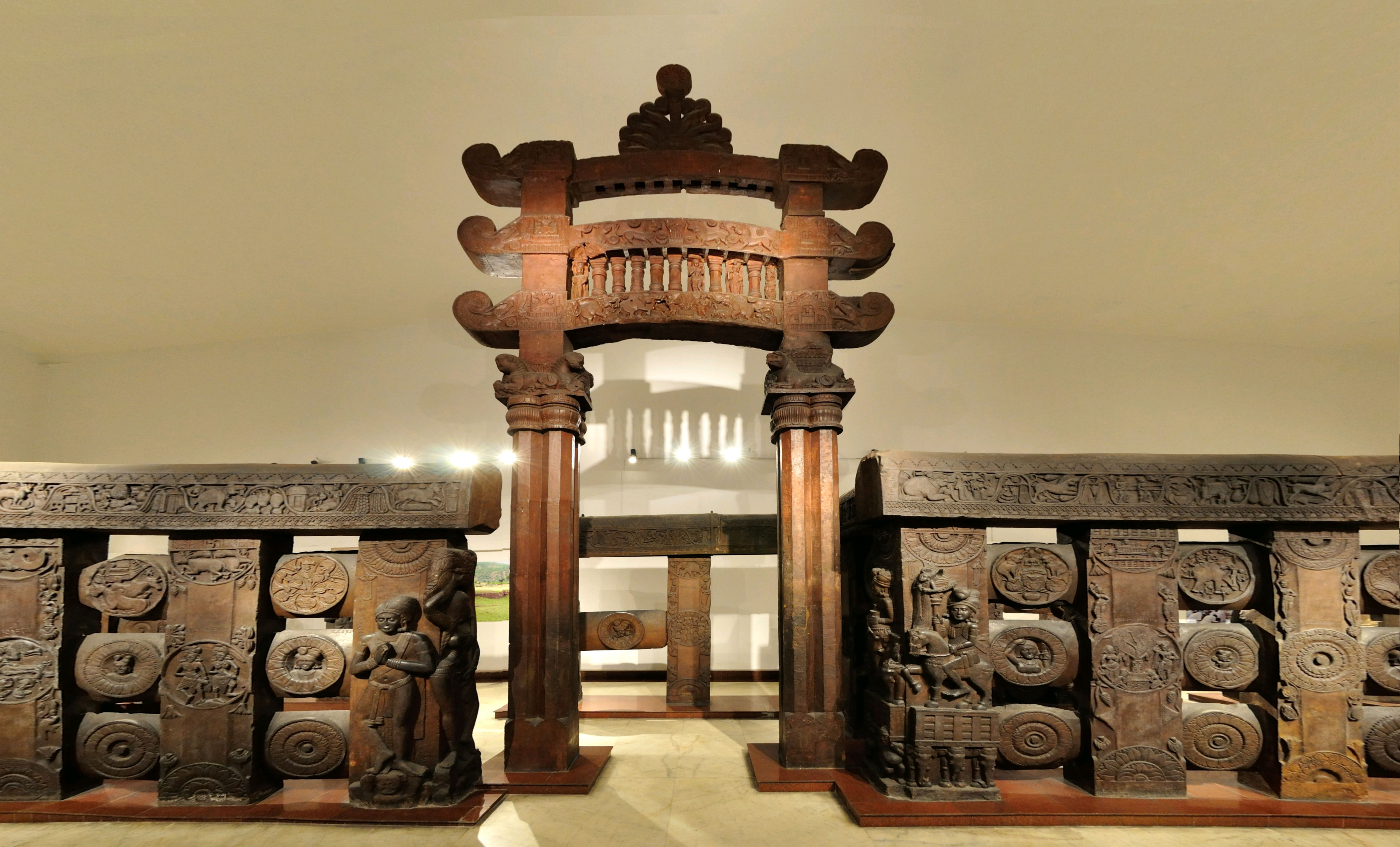
Bharhut poort en railing

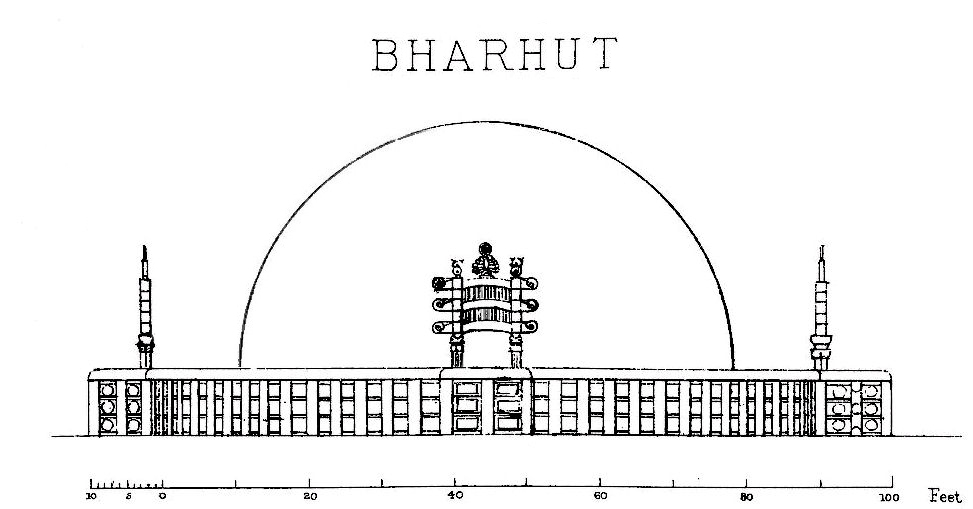
Oorspronkelijke layout van de stoepa

Bharhut of Barhut (Hindi: भरहुत; Bharhut) is een plek in het district Satna in de deelstaat Madhya Pradesh in Centraal-India, die bekend is om de boeddhistische stoepa die er werd aangetroffen. De stoepa werd in 1874 ontmanteld door de Britse archeoloog Alexander Cunningham, die het monument in verwaarloosde toestand aantrof. Cunningham bracht de steles en beelden die hij aantrof naar het Indian Museum (in de Bharhut-galerij) in Calcutta. In 1876 schreef hij het boek "The Stupa of Bharhut", dat nog steeds als gezaghebbend geldt. In Bharhut bevinden zich nu geen oudheden meer. Slechts de ruïne resteert.

## De stoepa
De stoepa van Bharhut zou in de 3e eeuw v.Chr. zijn opgericht door Mauryakoning Asoka (wiens relieken de stoepa huisvestte is onbekend), maar de meeste steles en andere decoraties zouden zijn aangebracht tijdens de Sungaperiode. Veel friezen dateren uit de 2e eeuw v.Chr. Een epigraaf vermeldt dat de bouw plaatsvond tijdens de Sunga's. De steles beelden geboorteverhalen van de vroegere levens van de Boeddha uit, ook wel de Jatakaverhalen genoemd. Veel van deze verhalen zijn weergegeven in de vorm van grote ronde medailles.
In overeenstemming met de vroege aniconische fase van de boeddhistische kunst wordt de Boeddha alleen gerepresenteerd door symbolen zoals het dharmawiel, de bodhiboom, een lege zitplaats, voetafdrukken of het triratanasymbool. De stijl is meestal plat (geen beeldhouwwerken rondom) en alle uitgebeelde personen dragen de Indiase dhoti, op een buitenlander na; deze wordt gedacht een Indo-Griekse soldaat te zijn. De stoepa bevat panelen met beschrijvingen die vaak over de afgebeelde karakters gaan.

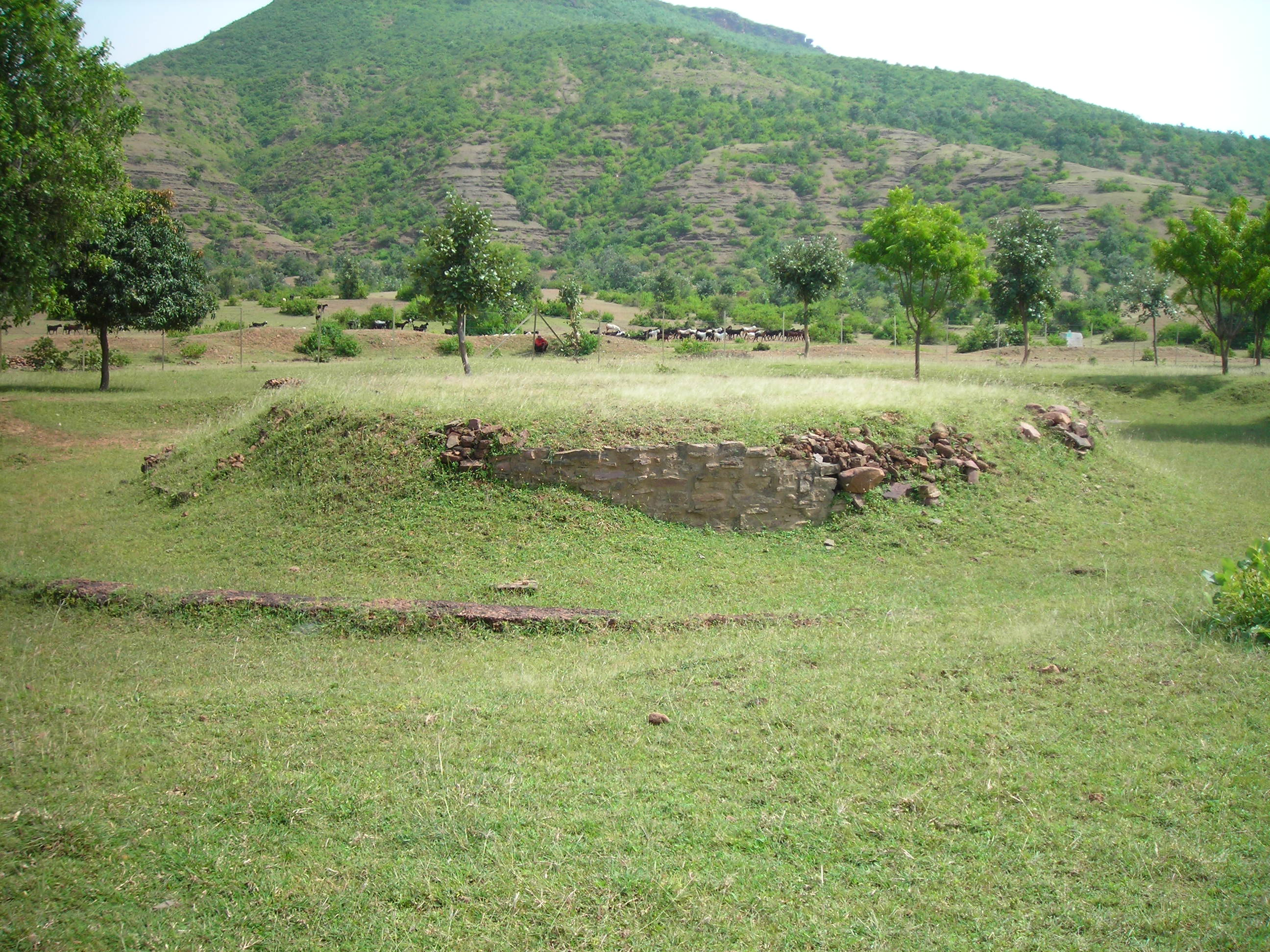
Restant van de stoepa van Bharhut. Op de achtergrond de "lal pahadi" (rode berg)
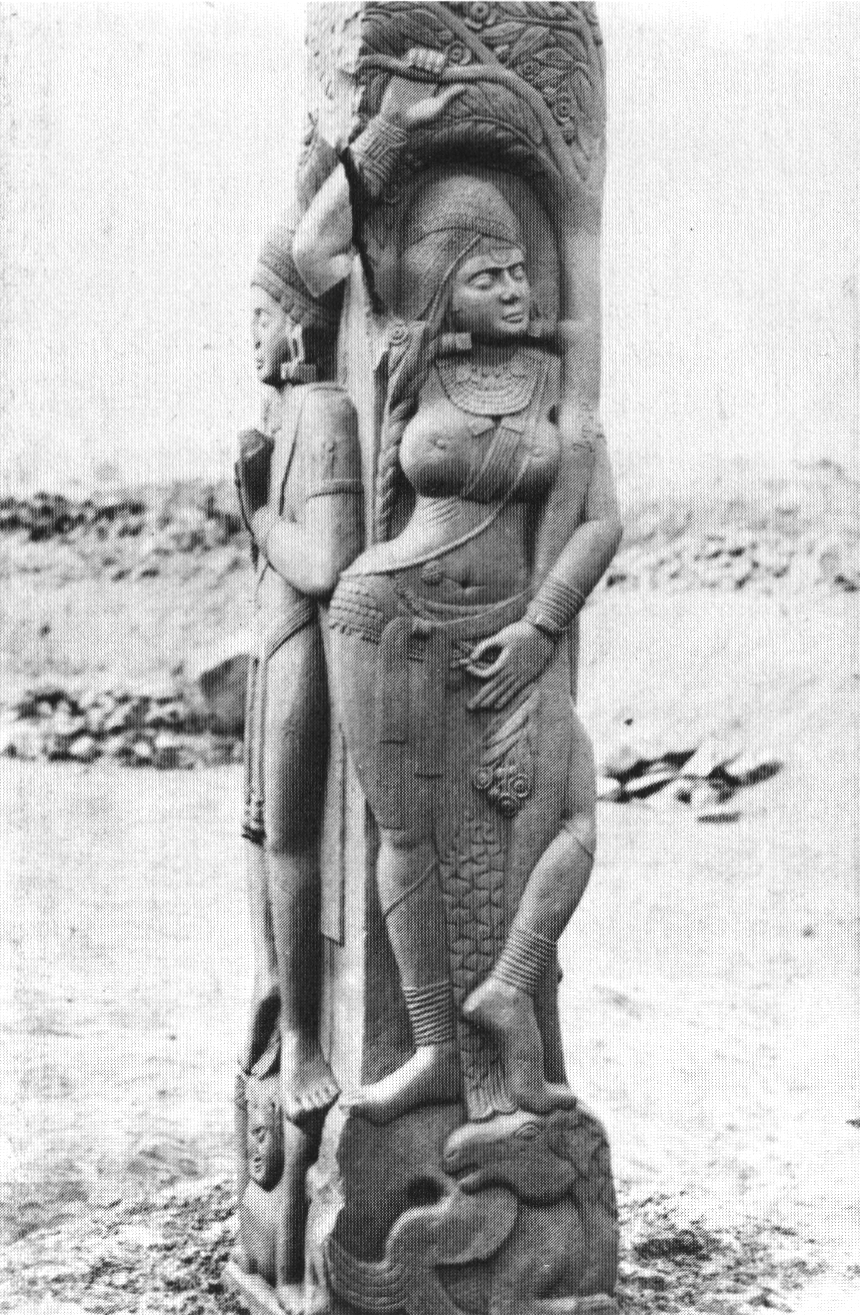
Yaksha-reliëfs uit de 2e eeuw v.Chr.
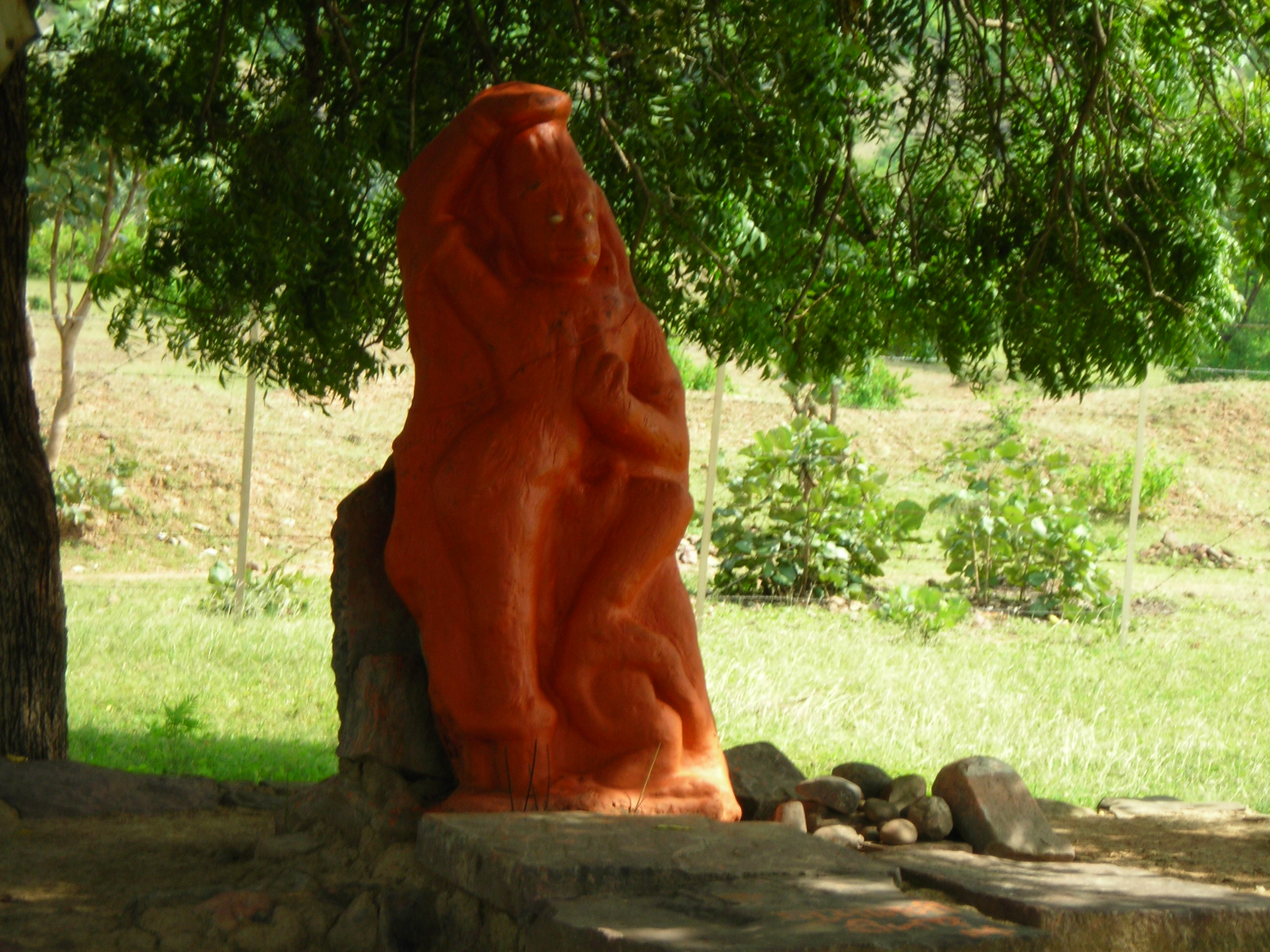
Het Yaksha-reliëf bij Bharhut tijdens een aanbidding als Hanuman door lokale dorpelingen
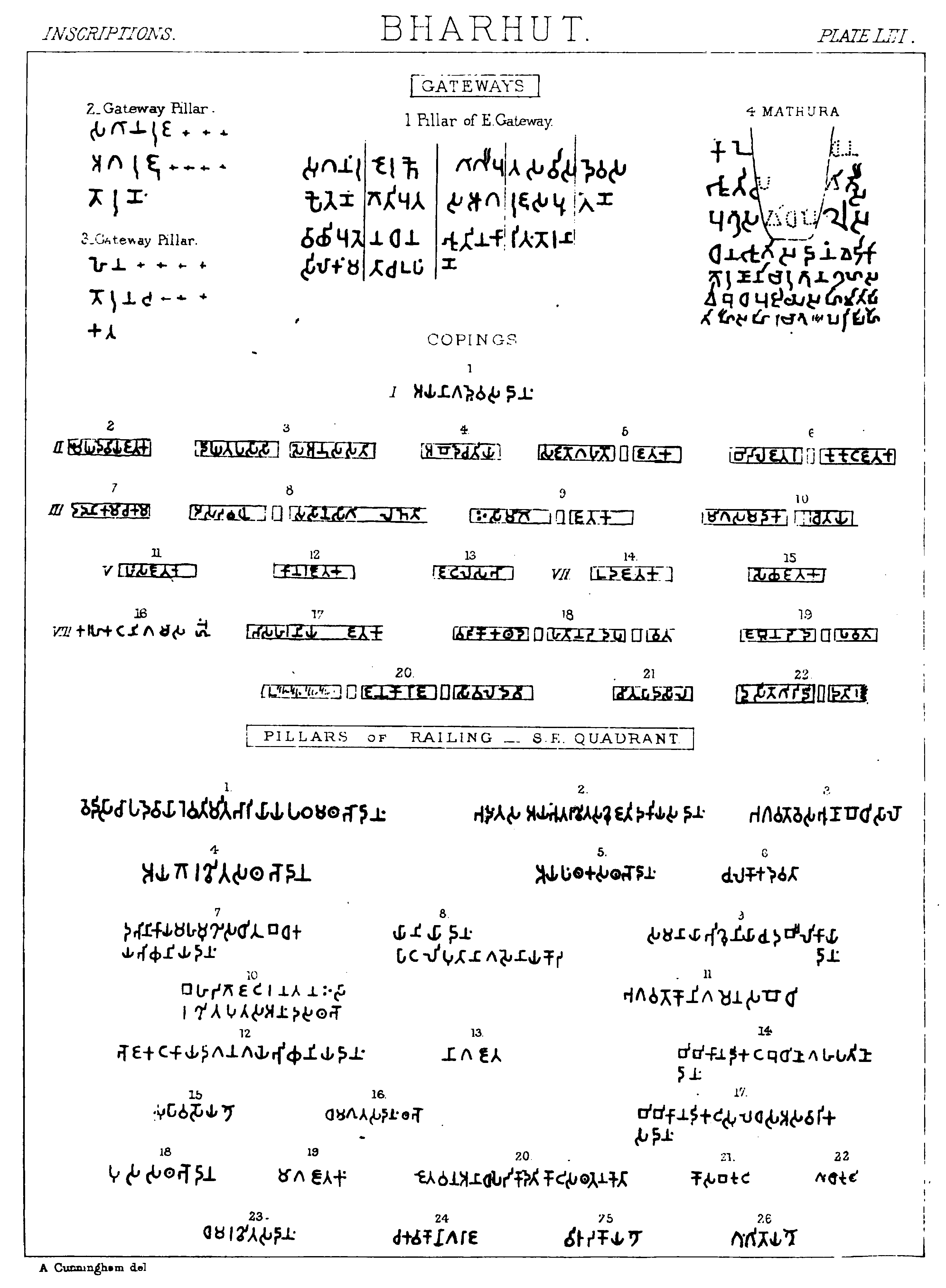
Inscripties